# タチアナ・プロロチェンコ
タチアナ・プロロチェンコ (ロシア語: Татьяна Пророченко、ウクライナ語: Тетяна Пророченко、1952年3月15日 - 2020年3月11日)は、旧ソビエト連邦の陸上競技選手。1980年モスクワオリンピックの金メダリストである。

## 経歴
プロロチェンコは、1976年モントリオールオリンピックに出場。女子200mに出場したが1位から5位まで東西ドイツ選手が独占。プロロチェンコは6位に終わる。しかし、リュドミラ・マスラコワ、ナデジダ・ベスファミリナヤ、ベラ・アニシモワとともに出場した女子4×100mリレーでは、東ドイツ、西ドイツに次いで銅メダルを獲得した。
プロロチェンコは4年後のモスクワオリンピックでは、4×400mに出場。タチアナ・ゴイシチク、ニーナ・ジュスコワ、イリーナ・ナザロワで挑み、女子400m金メダルのマリタ・コッホや銅メダルのクリスティナ・ブレーマーを用した強豪の東ドイツを0.23秒おさえ、金メダルを獲得した。